# Innsbruck
Innsbruck is een middeleeuwse stad in het zuidwesten van Oostenrijk. Het is de hoofdstad van de deelstaat Tirol, ligt aan de rivier de Inn en ontvangt zowel in het wintersportseizoen als in de zomervakanties veel toeristen. Innsbruck heeft de status van statutaire stad en had op 1 januari 2016 130.894 inwoners.
De brug over de Inn waarnaar de stad is genoemd maakte van Innsbruck in de 12e eeuw een belangrijke halte in de handelsroutes vanuit Italië en Zwitserland naar Duitsland. De stad heeft veel middeleeuwse gebouwen, waaronder de Franciscaanse Hofkirche en het Neues Hof, een 15e-eeuwse residentie met een beroemd balkon met gouden dak. Innsbruck is verder ook een universiteitsstad met 40.000 studenten. Veel van deze studenten komen uit het buitenland, vooral uit Zuid-Tirol en Duitsland. Sinds 2004 zijn er twee universiteiten in Innsbruck: de Leopold-Franzens-Universität en de Medizinische Universität Innsbruck. Laatstgenoemde maakte tot 2004 deel uit van de Leopold-Franzens-Universität.
Het Landeskrankenhaus Innsbruck is een van de grootste ziekenhuizen van Oostenrijk.

## Bezienswaardigheden
- Neues Hof, 15e-eeuwse residentie met het beroemde balkon met het gouden dak
- Kaiserliche Hofburg
- Hofkerk
- Altes Landhaus
- Altstadt, oude binnenstad
- Annazuil (Annasäule)
- Helblinghaus
- Maria-Theresien-Straße, hoofdstraat
- Tiroler Landestheater Innsbruck
- Triumphpforte
- Bergiselschanze, ontworpen door Zaha Hadid
- New Hungerburgbahn, ontworpen door Zaha Hadid
- Jezuïetenkerk
- Café Munding, de oudste (uit 1806) Konditorei van Tirol

## Musea
Er zijn circa twintig musea in Innsbruck, waaronder:
- Riesenrundgemälde
- Schloss Ambras
- Tiroler Landesmuseum
- Tiroler Volkskunstmuseum
- Stadtmuseum
- Zeughaus
- Tiroler MuseumsBahnen (Lokalbahn & Straßenbahnmuseum)
- Tiroler Kaiserjägermuseum
- Alpenvereinsmuseum
- Ferdinandeum

## Toerisme
In 2019 hebben er in totaal 1.781.320 toeristen overnacht in de stad. Hiervan waren er 451.680 toeristen uit Oostenrijk afkomstig en 1.329.640 toeristen uit het buitenland. De volgende tabel geeft de aantallen weer van de buitenlandse toeristen naar land van herkomst.
| Duitsland | Nederland | Frankrijk | Verenigd Koninkrijk | België | Zwitserland | Italië  | Denemarken | Tsjechië | Polen  | USA     | Rusland | Zweden |
| 357.230   | 40.870    | 31.165    | 69.686              | 16.075 | 81.115      | 126.316 | 12.131     | 12.845   | 19.273 | 109.709 | 21.308  | 14.862 |

## Winkelen

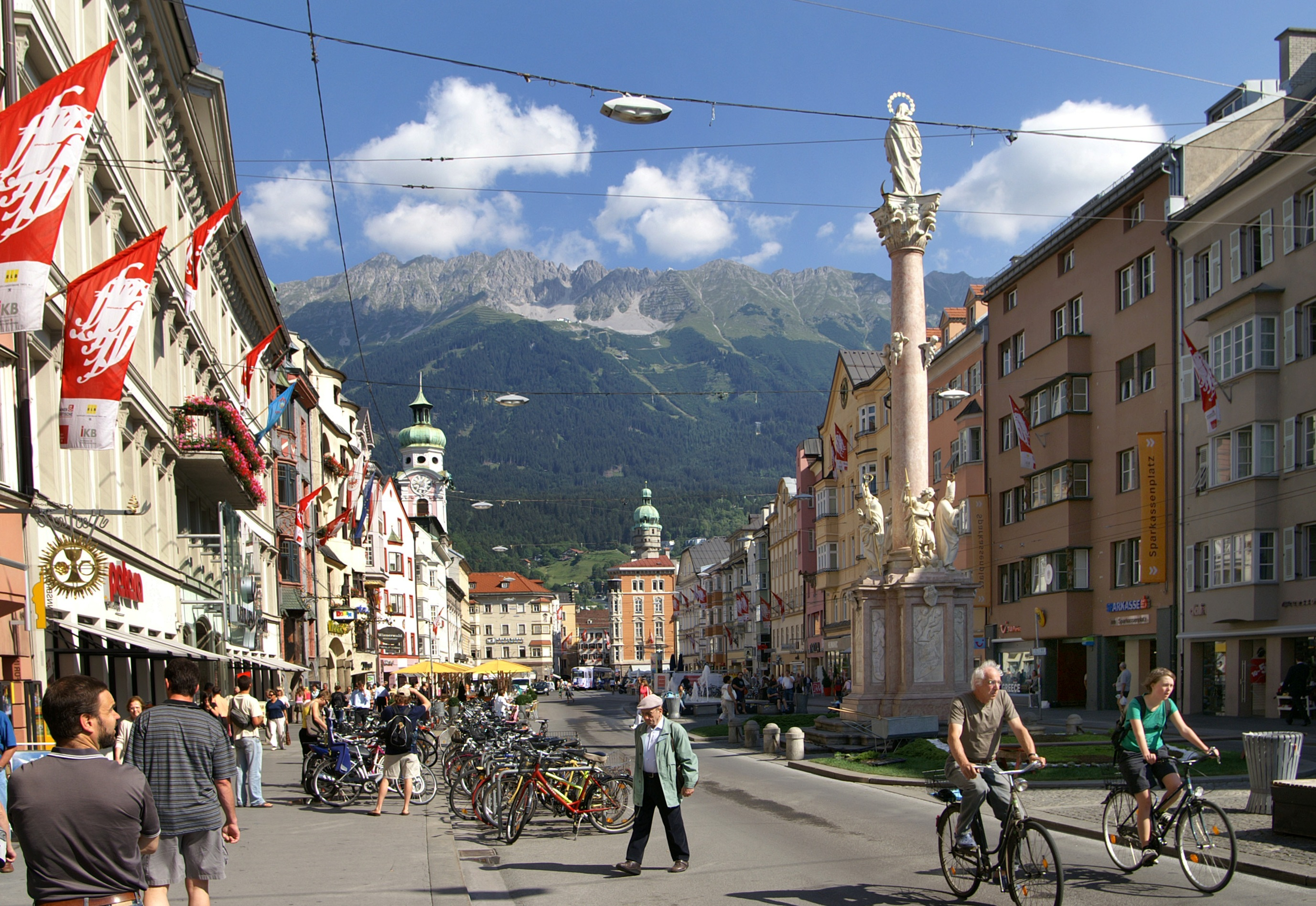
Maria-Theresien-Straße

De Maria-Theresien-Straße is een van de belangrijkste winkelstraten.

## Sport
Innsbruck is vooral bekend van de wintersport. De Olympische Winterspelen zijn twee keer in Innsbruck gehouden, in 1964 en in 1976. Voor deze Winterspelen werd het Olympia Eisstadion Innsbruck gebouwd. Daar zijn sindsdien meerdere internationale schaatskampioenschappen verreden.
De Wereldkampioenschappen alpineskiën zijn in 1933, 1936, 1964 en 1976 in Innsbruck georganiseerd. De laatste twee edities waren onderdeel van de Olympische Winterspelen.
In Innsbruck bevindt zich de Bergiselschans. Deze schans wordt jaarlijks begin januari gebruikt voor het Vierschansentoernooi.
De lokale ijshockeyclub HC Innsbruck speelt in de hoogste Oostenrijkse ijshockeycompetitie. Innsbruck was in 2005 gastheer van het WK ijshockey.
Innsbruck is de thuishaven van FC Wacker Innsbruck met het stadion Tivoli Stadion Tirol, dat uitkomt in de Bundesliga. Het voormalige FC Tirol Innsbruck won tien keer de Oostenrijkse landstitel tot de club failliet ging in 2002. Het stadion Tivoli was in juni 2008 de speelplaats voor enkele wedstrijden van het Europees kampioenschap voetbal 2008.
In 2010 was de stad een van de vijf speelsteden tijdens het EK handbal (mannen).
In 2018 organiseerde Innsbruck de wereldkampioenschappen wielrennen.

## Verkeer en vervoer
Innsbruck heeft een station, het Innsbruck Hauptbahnhof, waar treinverbindingen vanuit alle windstreken samenkomen. De stad wordt bediend door een tramnet en tussen 1944 en 1976 en tussen 1988 en 2007 zorgden ook trolleybussen voor stadsvervoer. Innsbruck is bereikbaar via de Inntal Autobahn en de Brenner Autobahn. De stad heeft een eigen vliegveld.

## Stedenbanden
- Sarajevo (Bosnië en Herzegovina)
- Tbilisi (Georgië)
- Freiburg im Breisgau (Duitsland)
- Aalborg (Denemarken)
- Grenoble (Frankrijk)
- New Orleans (VS)
- Krakau (Polen)